# Janusz Przybysz
Janusz Przybysz (ur. 31 maja 1926 w Poznaniu, zm. 2 marca 2001) – polski prozaik, satyryk oraz autor komedii muzycznych.

## Życiorys
Ukończył studia na Wydziale Prawa Uniwersytetu Poznańskiego. Debiutował jako satyryk na łamach dziennika "Głos Wielkopolski" w 1948 roku. Był związany z kabaretem "Kaktus". W latach 1951–1973 pracował w przemyśle. W latach 1973–1981 był redaktorem naczelnym "Tygodnia", a w latach 1982-1983 tygodnika Wprost. Został pochowany na Cmentarzu Junikowo w Alei Zasłużonych (AZ-2-L-9K).

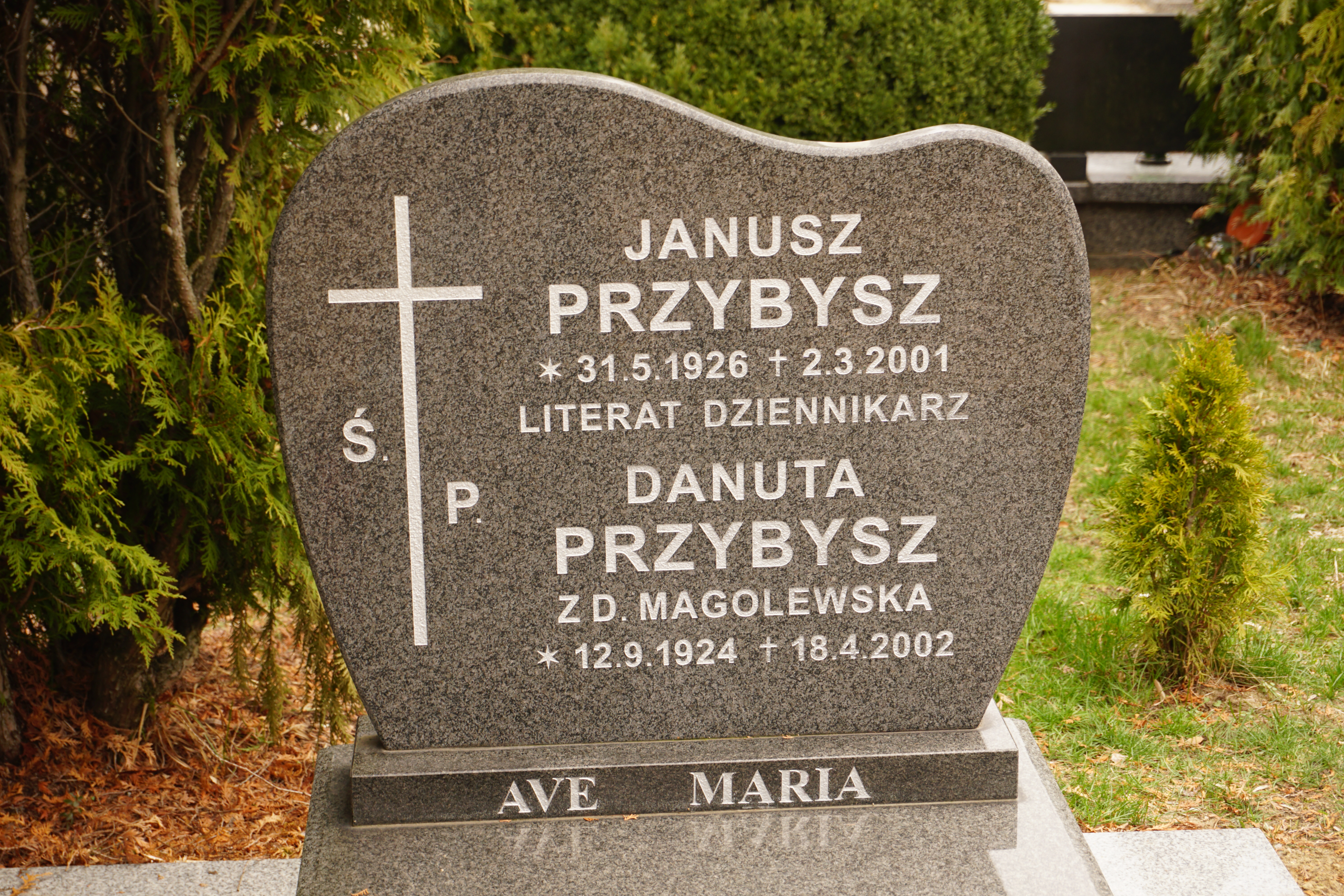
Grób Janusza Przybysza na Cmentarzu Junikowo

## Twórczość literacka
- Przygody dżentelmenów
- Moi dobrzy nieznajomi
- Światek nasz kochany
- Sekrety rodzinne
- Zapiski untermenscha
- Okropnie śliczny jest ten świat
- Trzynastego w piątek
- W zapachu lukru i migdałów
- Pies, który wysiadł w Sopocie
- Krótki fragment dziejów rodu
- Eintopfkommando
- Długa lekcja gimnastyki